# Docilité insulaire

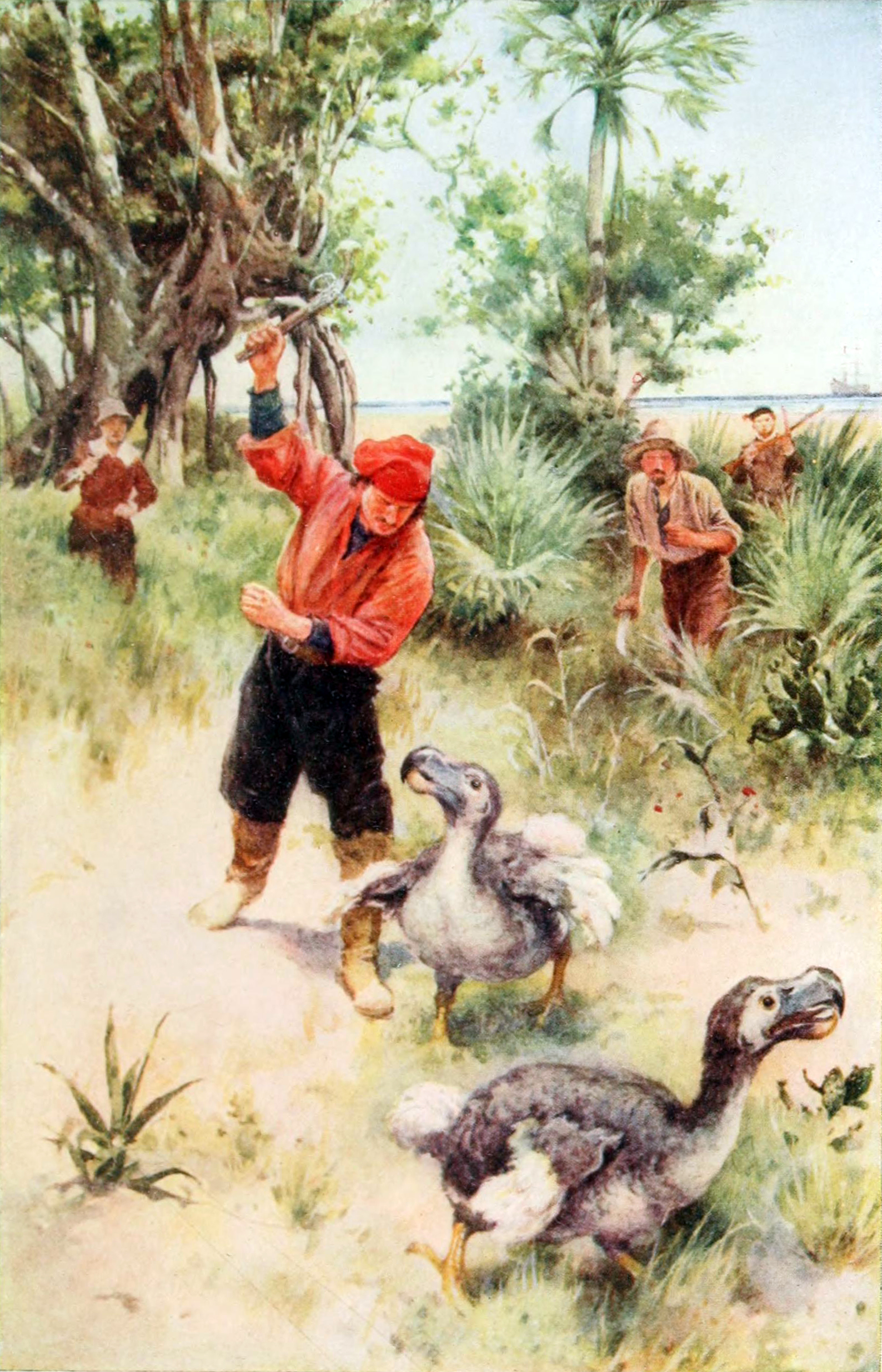
Illustration représentant une chasse aux dodos sans nécessité de faire feu.

La docilité insulaire est la propension de nombreuses espèces animales dont l'habitat est une île ou un site isolé à perdre, du fait de l'évolution insulaire, la crainte de ses prédateurs potentiels. Elle réduit par exemple la distance de fuite des individus,.
La docilité insulaire se rencontrait par exemple chez le dodo, dont les récits de voyage signalent que la chasse était aisée tant cet oiseau par ailleurs devenu incapable de voler était peu farouche lors de l'arrivée de l'Homme à l'île Maurice. Dans la culture populaire, son extinction finale demeure présentée comme une résultante d'une forme de stupidité dont témoignerait sa docilité.